# Юлиана Рот
Юлиана Рот (на немски: Juliana Roth) е германска славистка, българистка и етноложка от български произход.

## Биография
Родена е през 1943 г. в София. През 1972 г. завършва славистика и източноевропейска история, а след това защитава дисертация в областта на българското езикознание във Франкфурт. През 1990 г. е избрана за доцент в университета в Мюнхен. В 1988 и 1990 г. е гост-професор в Калифорнийския университет.
Научните ѝ интереси са в областта на културната промяна и модернизацията на българското общество през XIX и XX век, българската народна литература и връзките между устната и писмената литература.